# Koroleva ėkrana
Koroleva ėkrana (Королева экрана) è un film del 1916 diretto da Evgenij Bauėr.